# Strategus oblongus
Strategus oblongus är en skalbaggsart som beskrevs av Palisot de Beauvois 1807. Strategus oblongus ingår i släktet Strategus och familjen Dynastidae. Inga underarter finns listade i Catalogue of Life.